# St. Johanns-Tor

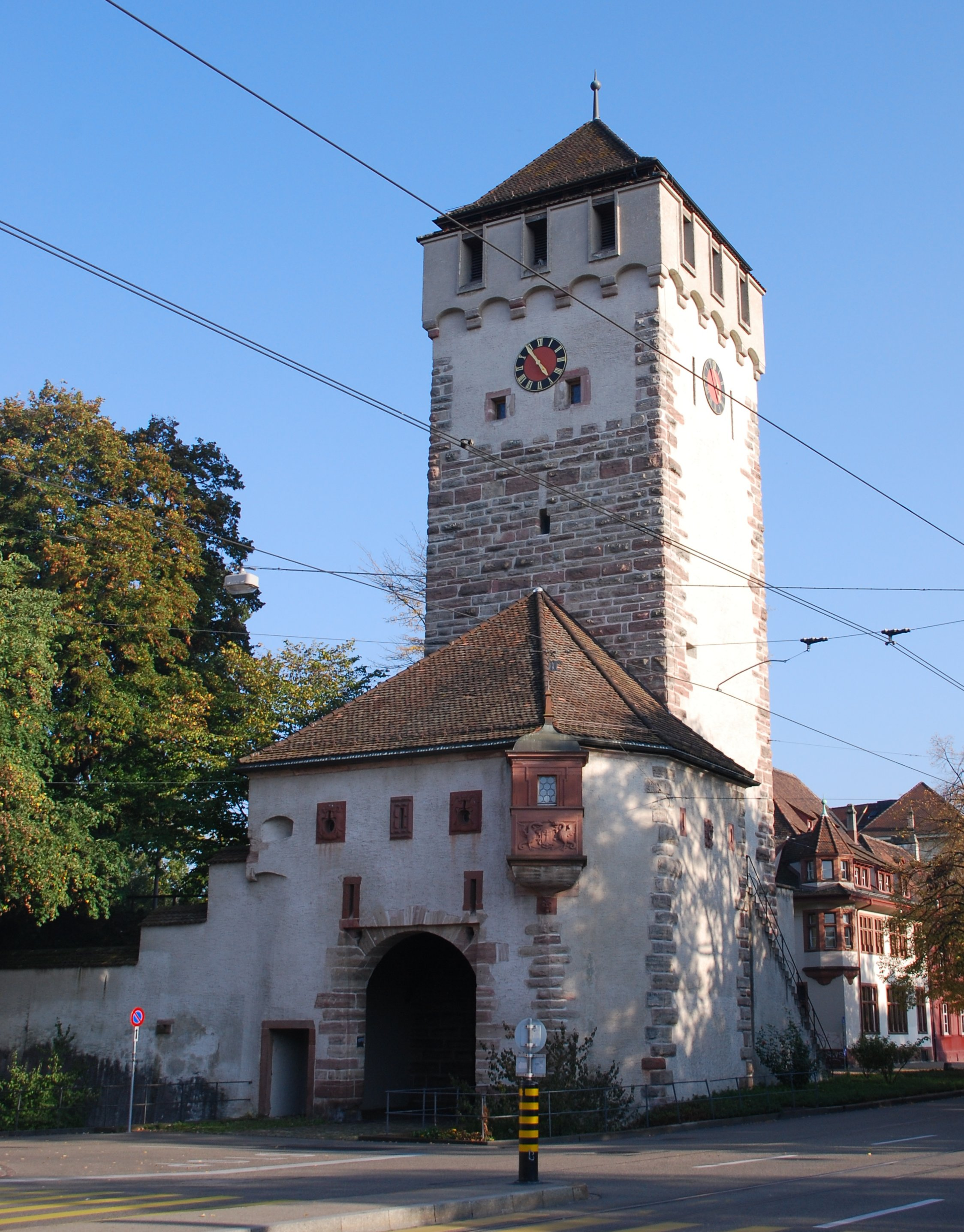
St.-Johanns-Tor

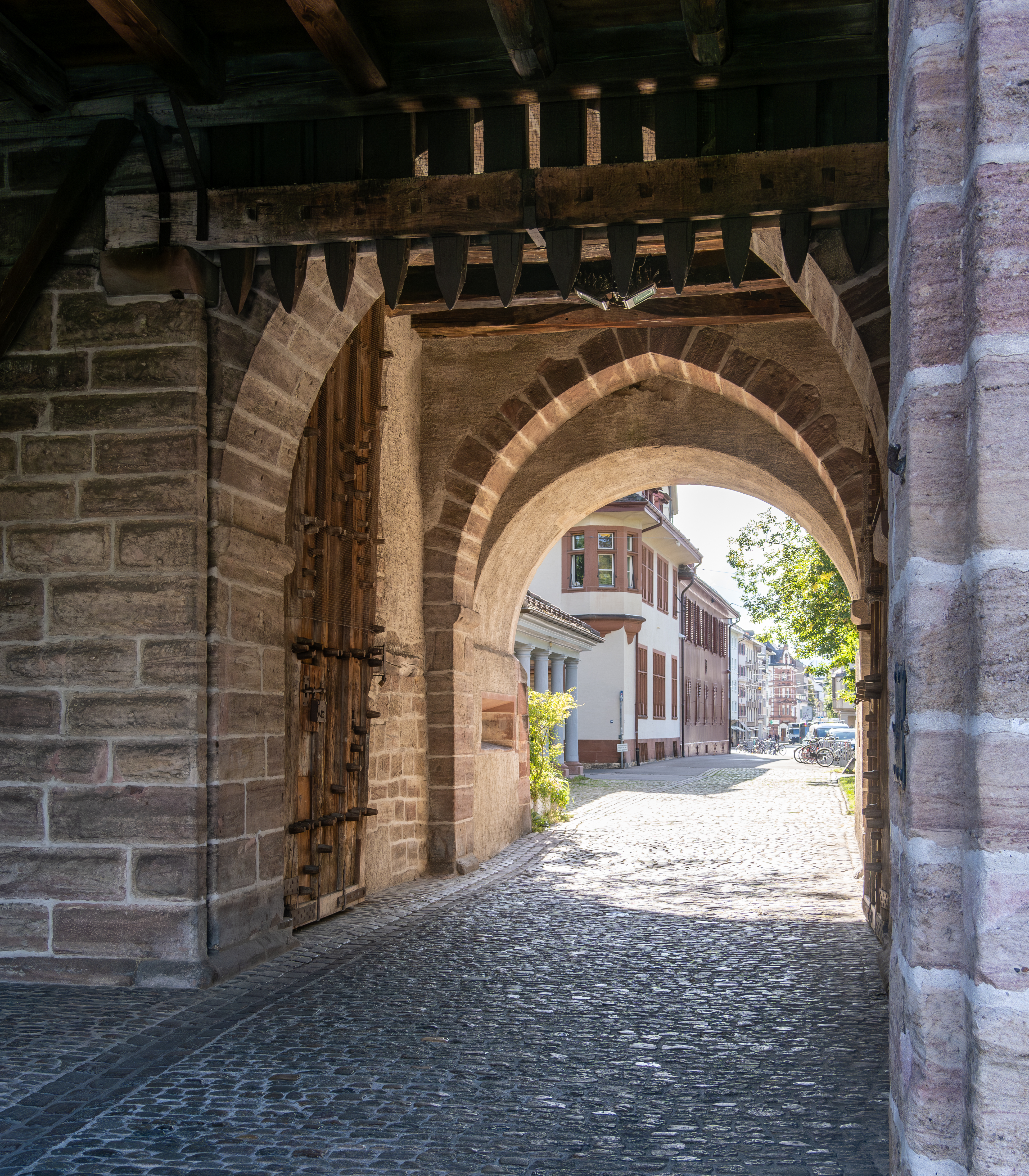
Blick durch das St.-Johanns-Tor

Das St.-Johanns-Tor (baseldeutsch Santihansdoor [ˌsantiˈhanːsdɔːʁ]) ist ein ehemaliges Stadttor der Stadt Basel und früherer Bestandteil der Basler Stadtmauer. Erbaut wurde es vermutlich zwischen 1367 und 1375. Es ist eines der drei Stadttore, die heute noch existieren, und steht unter Denkmalschutz.